# Лучний метелик
Лучний метелик (Loxostege sticticalis) — вид лускокрилих комах родини вогнівок-трав'янок (Crambidae).

## Поширення
Вид поширений майже у всій Європі, Північній Африці, Північній та Центральній Азії аж до Північного Китаю та Японії, а також інтродукований у Північній Америці. Трапляється переважно на занедбаних луках, відкритих ландшафтах та оброблюваних ділянках.

## Опис
Метелик розміром 18 – 27 мм. Вусики самців зубчасті, самиці - ниткоподібні. Передні крила світлокоричневі з жовтувато-бурим малюнком з кількох смужок на зовнішньому краї та світлою плямою посередині.
Овальне яйце помаранчево-жовте, згодом стає сірим. Гусениця сіро-зелена, пізніше стає темно-сірою або чорною. Зріла гусениця виростає до 35 мм завдовжки. Голова гусениці чорна зі світлим малюнком. Лялечка від жовтувато-коричневого до темно-коричневого забарвлення; кремастер має вісім гачкоподібних щетинок.

## Спосіб життя
Метелики літають з травня по вересень залежно від місцезнаходження. Буває 2-3 покоління за рік. Максимальна плодючість самиць — 800, середня — 120 яєць. Вони відкладають яйця порціями упродовж 5 – 15 діб. Яйця розвиваються від 2 до 15 діб. Личинки живляться листям полину звичайного, полину-нехвороща, буряка та лободи білої. Вид може стати шкідником цукрових буряків і тютюну.